# Lü Meng

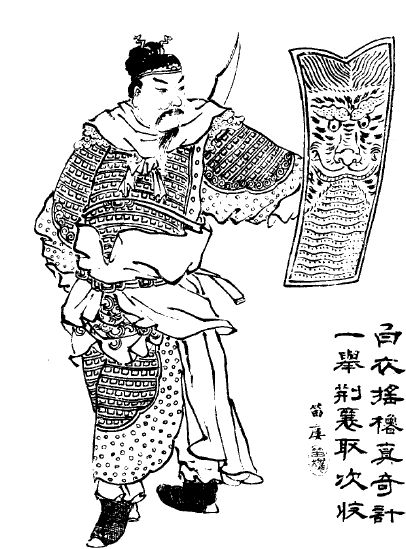
Lü Meng

Lü Meng (chinesisch 呂蒙 / 吕蒙; * 178; † 219) war ein bedeutender chinesischer General der Wu-Dynastie während der Zeit der Drei Reiche.
Seiner Herkunft nach war Lü Meng ein Krieger. Er diente als einer der befehlshabenden Generäle in vielen Schlachten, zum Beispiel in Hefei. Er wurde von Sun Quan gemahnt, auch scholarische Studien aufzunehmen, und wurde so ein fähiger Stratege. Er nahm Lektionen vom berühmten Lu Su, der stets von Lü Meng beeindruckt war. Später war Lü Meng der Lehrer von Lu Xun und sagte ihm, er werde eines Tages sein Nachfolger sein.
Lü Meng nahm in der Schlacht von Fancheng die Jing-Provinz von den Shu Han zurück und besiegte Guan Yu, indem er sich krank stellte und den damals unbekannten Lu Xun als Kommandanten einsetzte. Guan Yu ließ sich täuschen und vernachlässigte seine Verteidigung. Dann griff Lü Meng an und nahm die Provinz ein, wobei er die Bevölkerung gut behandelte, um sie gegen Guan Yu zu wenden. Nachdem er Guan Yu und seinen Sohn Guan Ping eigenhändig hingerichtet hatte, erkrankte Lü Meng und starb trotz der Bemühungen Sun Quans.
In der Geschichte der drei Reiche wird Lü Meng vom erzürnten Geist Guan Yus besessen und getötet. Nach anderen Überlieferungen soll Lü Meng von Guan Yus Nachfolgern vergiftet worden sein.